# Bror Lagercrantz
Bror Gustaf Herman Lagercrantz (* 28. September 1894 in Södertälje; † 22. Januar 1981 in Virsbo) war ein schwedischer Fechter.

## Karriere
Lagercrantz ging 1919 eine Ehe mit Margareta Tamm ein.
1924 nahm er an den Olympischen Spielen in Paris teil. Im Degeneinzel erreichte er das Viertelfinale. Für die Degenmannschaft war er gemeldet, trat jedoch nicht an.
Beruflich war Lagercrantz von 1927 bis 1961 als Disponent für das Eisenwerk Wirsbo bruk tätig. Im Anschluss übernahm er bis 1970 den Vorsitz des Unternehmens. Daneben engagierte er sich in verschiedenen Industrieverbänden: Von 1955 bis 1957 war er Vorsitzender des Sveriges Mekanförbund und von 1959 bis 1962 Vorsitzender des Sveriges Industriförbund.